# Striesen

Einteilung des Stadtteils Striesen in drei Statistische Stadtteile

Striesen ist ein Stadtteil von Dresden im Stadtbezirk Blasewitz. Mit etwa 7 % aller Bewohner Dresdens ist Striesen dessen bevölkerungsreichster Stadtteil. Verwaltungsmäßig ist Striesen dreigeteilt in Striesen-Ost, Striesen-West und Striesen-Süd, letzterer mit der Johannstadt-Südost.
Die Gemarkung Striesen unterscheidet sich vom Stadtteil Striesen insbesondere im detaillierten Grenzverlauf (Blasewitzer Straße, Karl-Roth-Straße, Eibenstocker Straße). Große Areale östlich der Fetscherstraße gehören an sich zur Johannstadt und damit zur Gemarkung Altstadt II. Praktisch widerspiegelt sich das beispielsweise in der Liste der Kulturdenkmale in der Johannstadt.

## Geschichte

### Anfänge – 19. Jahrhundert

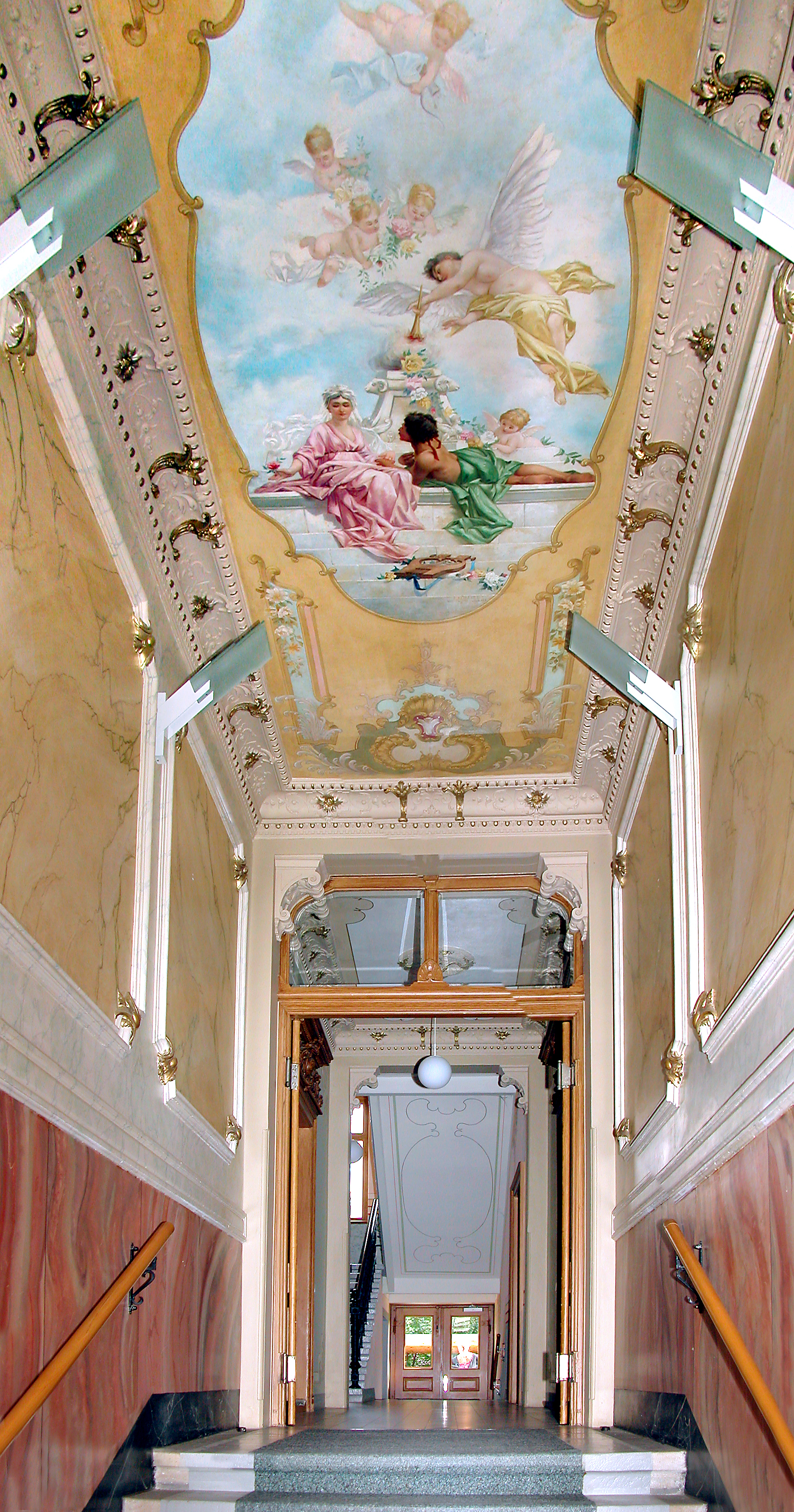
Mietshaus Voglerstr. 9, Hauseingang

Das aus einem slawischen Platzdorf hervorgegangene Striesen wurde 1350 erstmals als Stresen urkundlich erwähnt, wobei der Name von einem Personennamen abgeleitet wurde (Dorf des Streza). Das Dorf, dessen Kern sich nördlich der heutigen Schandauer Straße befand, hatte ein Vorwerk und bestand aus mehreren Bauerngütern. Durch mehrfache Erbteilungen wurde dieses Vorwerk, das sich im 14. Jahrhundert im Besitz eines Dresdner Bürgers befand, schrittweise in Bauernstellen aufgeteilt. Da sich auf Striesener Flur einst ein alter Elbarm befand, waren die Böden um Striesen sehr fruchtbar, was die Entwicklung des Ortes positiv beeinflusste. Später wurde dieser Elbarm für den um 1300 zur Entwässerung der Felder angelegten Landgraben genutzt.
Striesen unterstand 1445 dem Meißner Domstift und kam nach der Reformation zum Religionsamt sowie zum kurfürstlichen Amt Dresden. Von den Zerstörungen des Dreißigjährigen Krieges blieb Striesen im Gegensatz zu seinen Nachbarorten verschont. Teile der ausgedehnten Dorfflur mussten 1676 an den Kurfürsten zur Anlage des Großen Gartens abgetreten werden. Trotzdem verblieben noch ausreichend landwirtschaftliche Nutzflächen, die im 18. Jahrhundert durch 28 Bauern und Gärtner bewirtschaftet wurden. Hierzu kamen einige Häusler und Tagelöhner sowie Handwerker, die sich im Ort niedergelassen hatten. Der durch den Dorfkern führende Fahrweg nach Pillnitz wurde 1765 verlegt und umging so das Dorf. Aus diesem Weg entwickelte sich später die Chaussee, die heute als Borsberg- bzw. Schandauer Straße bezeichnet wird.

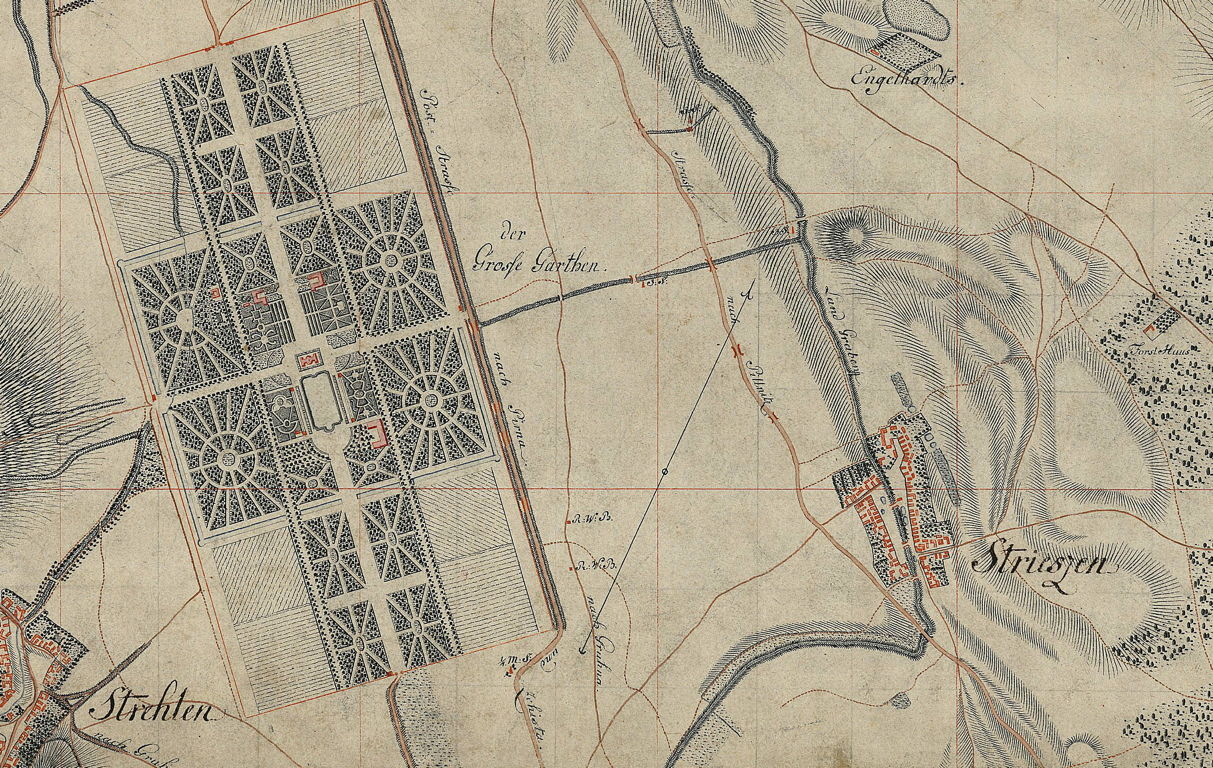
Das Dorf Striesen um 1785. Der Landgraben verläuft mitten hindurch.

Schwer getroffen wurde Striesen während der Napoleonischen Kriege. Da der Ort im Vorfeld der Festung Dresden lag, wurden 1813 über 70 Gehöfte rund um den alten Dorfplatz bei Gefechten zwischen Franzosen und Russen niedergebrannt. Lediglich drei Gebäude blieben von den Zerstörungen verschont. Den Kampfhandlungen fielen auch vier um 1790 errichtete Windmühlen zum Opfer, an die später noch die Gaststätte Zum Windmühlenberg erinnerte. Nach Ende der Kämpfe bauten die Bewohner ihr Dorf wieder auf, dessen Kern bis 1945 sein ländliches Aussehen behielt. Neben kostenlosen Holzlieferungen aus den königlichen Wäldern durften auch die Steine der nach 1813 abgetragenen Umfassungsmauer des Großen Gartens für den Aufbau verwendet werden. Auch die häufigen Überschwemmungen brachten Not und Leid über den Ort, so in den Jahren 1784 und 1845, wo weite Teile der Dorfflur bis zu zwei Meter hoch unter Wasser standen.
1856 begann mit der Errichtung des ersten Wohnhauses außerhalb des Dorfkerns ein neues Kapitel der Ortsgeschichte. Vier Jahre später wurde ein Bebauungsplan festgelegt, der auf schachbrettartigem Grundriss Parzellen zum Bau von Mietshäusern und Villen auswies. Nach amerikanischem Vorbild erhielten die neuen Straßen zunächst nur Zahlen und Buchstaben, bevor sich nach der Eingemeindung auch hier richtige Straßennamen durchsetzten. Die Bebauung war in offener Bauweise vorgeschrieben, sodass Striesen zu einem „grünen“ Wohnvorort Dresdens wurde. Dieser Stadtteil, der sich auf den Flächen nördlich des alten Dorfes bis zum Blasewitzer Tännicht erstreckte, wurde als Neustriesen bezeichnet. Um die Jahrhundertwende hatte die Bebauung die Ortsgrenze erreicht. Da Striesen im Westen mittlerweile auch mit der ab 1874 angelegten Johannstadt zusammengewachsen war, wurde der Ort am 1. Juli 1892 mit ca. 11.000 Einwohnern nach Dresden eingemeindet.
Von wirtschaftlicher Bedeutung war Ende des 19. Jahrhunderts der Gartenbau, nachdem sich in Striesen über 50 Kunst- und Handelsgärtnereien niedergelassen hatten. Einige dieser Unternehmen erlangten Weltruf, wie die Gärtnerei Hermann Seidels, der durch seine Kamelien- und Azaleenzucht berühmt wurde. Auf Seidels Rhododendronpflanzungen geht auch die Anlage des Striesener Volksparks zurück. Im Zusammenhang mit der fortschreitenden Bebauung mussten die meisten Gärtnereien um 1900 weichen und wurden nach Laubegast, Tolkewitz, Reick, Leuben und Dobritz verlegt. 1883/91 hatte Striesen Straßenbahnanschluss nach Dresden erhalten. Für die religiöse Betreuung der Bewohner entstanden 1878/80 die Erlöserkirche und 1905/09 die Versöhnungskirche. Zeitgleich errichteten auch die Katholiken ein eigenes Gotteshaus, die Herz-Jesu-Kirche an der Grenze zur Johannstadt. Hinzu kamen mehrere Schulbauten sowie das katholische Kinderheim St. Vinzentius (heute Kapellknabeninstitut) an der Wittenberger Straße. An der Glashütter Straße wurde für den Vorort 1880 ein eigener Friedhof angelegt.

### 20. Jahrhundert
Obwohl bis 1900 die meisten Freiflächen um den früheren Dorfkern geschlossen worden waren, konnten in den folgenden Jahren durch zwei Wohnungsgenossenschaften neue Wohnsiedlungen an der Wormser und der Holbeinstraße sowie an der Junghansstraße errichtet werden. An Stelle früherer Kiesgruben entstanden Kleingartenanlagen. Erweiterungen erfolgten in den zwanziger Jahren mit der Bebauung der Straßen um den Stresemannplatz in der Nähe des Großen Gartens.
Um 1900 begann in Striesen die zunehmende Industrialisierung, nachdem zuvor durch die strengen Bauvorschriften die Errichtung gewerblicher Anlagen nur sehr eingeschränkt möglich war. Von überregionaler Bedeutung waren die Striesener Kameraproduktion sowie die Zigarettenherstellung. Hinzu kamen Unternehmen der Kartonnagen- und Kunstdruckbranche. Bevorzugt siedelten sie sich an der Schandauer Straße an, wo mit dem Ernemann-Turm 1923 ein neues Wahrzeichen des Stadtteils entstand. Weitere bekannte Striesener Firmen waren das 1904 gegründete Mimosa-Werk zur Herstellung von Fotopapier an der Bärensteiner Straße sowie die Zigarettenfabriken Jasmatzi und Lande.
1912 entstand auf der Mosenstraße der Dresdner Kunstverlag, dessen Tradition ab 1952 vom Verlag der Kunst fortgesetzt wurde. Hinzu kamen zahlreiche kleinere Handwerksbetriebe, die in den Hinterhöfen der Striesener Wohnviertel Schuhe, Kinderwagen, Taschen und andere handwerkliche Produkte herstellten. Während derartige Gewerke überall erlaubt waren, durften sich Industriebetriebe nur auf den Flächen südlich der Schandauer Straße niederlassen, um einen ausreichenden Abstand zur Wohnbebauung zu gewährleisten. Mit der Industrialisierung wuchs auch der Arbeiteranteil in Striesen, wobei diese sich gern in einem der zahlreichen Tanz- und Versammlungslokale des Stadtteils trafen. Bekannte Treffpunkte waren neben dem „Sächsischen Prinzen“ auch Hammers Hotel an der Augsburger Straße und das Volkshaus Ost, das heute als Programmkino genutzt wird.
Die Arbeitertradition lebt heute in der SG Dresden Striesen fort: der niederklassige Fußballverein nannte sich nach der deutschen Wiedervereinigung (1990) kurzzeitig Dresdner SV 10 – nach einem der erfolgreichsten deutschen Arbeitersportvereine (zwischen 1924 und 1932 insgesamt sechsmal ATSB- bzw. Rotsport-Meister).

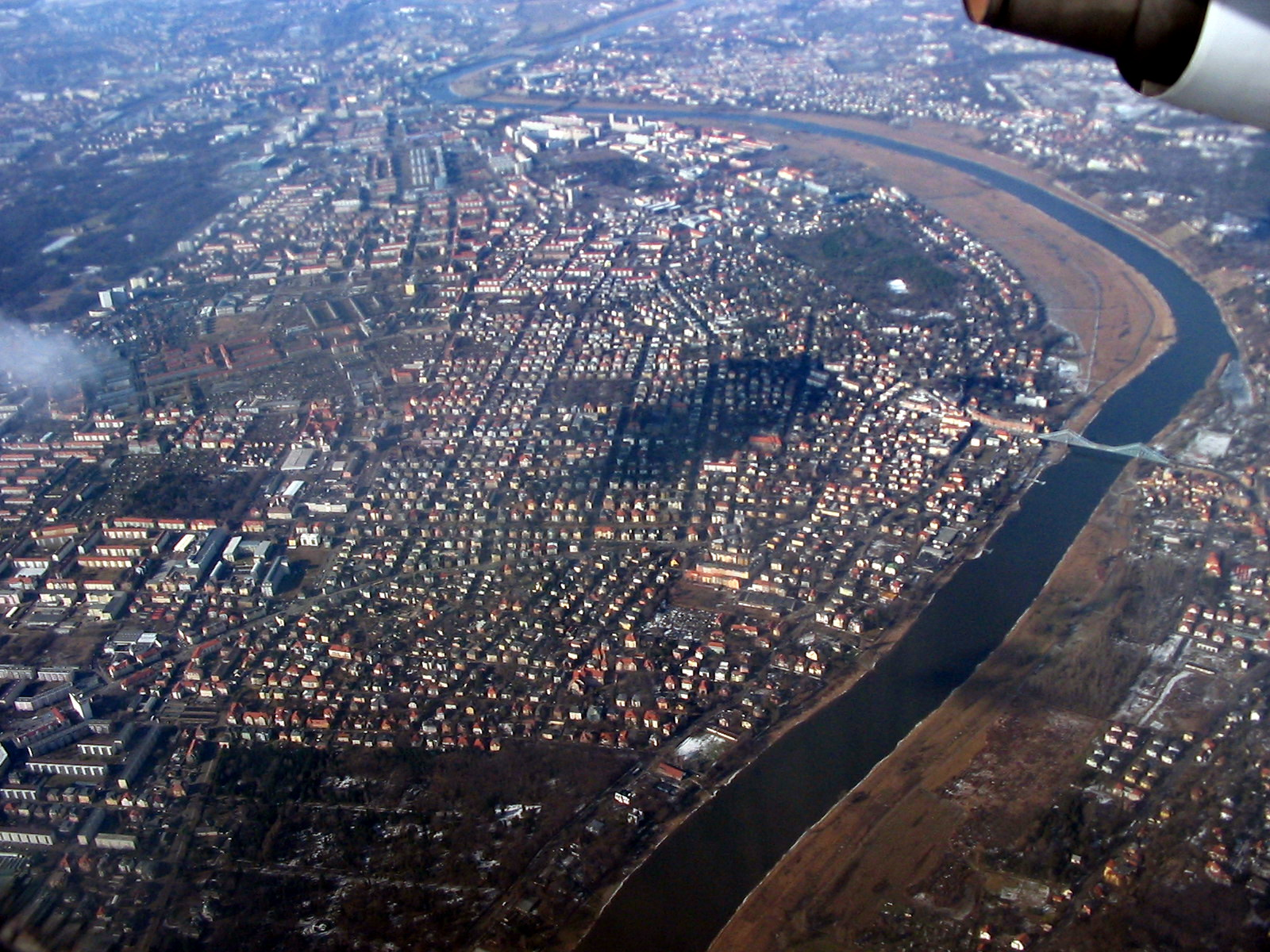
Blick auf Striesen aus der Luft (zur Orientierung: mittig rechts das Blaue Wunder)

Die Luftangriffe vom Februar 1945 trafen auch den Stadtteil Striesen und richteten hier erhebliche Verwüstungen an. Vor allem die Gebäude des früheren Dorfkerns fielen mit wenigen Ausnahmen den Bomben zum Opfer. Getroffen wurden auch die Wohn- und Gewerbegebiete an der Borsberg- und der Schandauer Straße, während die Villenviertel relativ glimpflich davonkamen und nur einzelne Gebäude zerstört wurden, darunter die Drei-Villen-Gruppe in der Comeniusstraße. 1955/58 begann in Striesen der Wiederaufbau, wobei an der Borsbergstraße zum ersten Mal in Dresden Großblockbauten errichtet wurden. Bis 1970 konnte der Aufbau des neuen Ortszentrums mit Gaststätten und Läden abgeschlossen werden. Nach 1990 begann die Sanierung der vorhandenen Altbausubstanz, sodass Striesen heute wieder zu den gefragtesten Wohnlagen in Dresden gehört. Im früheren Stammhaus der Ernemann-Werke, zuletzt vom VEB Pentacon genutzt, haben seit 1997 die Technischen Sammlungen Dresden ihren Sitz. Striesener Industrietraditionen werden heute von der f6 Cigarettenfabrik fortgeführt, während die Kameraherstellung nach vergeblichen Rettungsversuchen mittlerweile eingestellt wurde.

## Schulen in Striesen

### Alte Schule
Die erste Dorfschule Striesens wurde 1839 am Landgraben eingerichtet, nachdem die Kinder zuvor den langen Weg in die Schulen der Dresdner Innenstadt antreten mussten. Allerdings gab es bereits im 18. Jahrhundert einen besoldeten Kinderlehrer, der seinen Unterricht in wechselnden Bauernstuben abhalten musste. Kirchlich unterstand Striesen bis zum 19. Jahrhundert der Parochie der Frauen- bzw. der Kreuzkirche, die auch für die Bildung verantwortlich waren. Nachdem diese Schule nicht mehr den Anforderungen genügte, wurde 1869 ein weiteres Schulhaus an der Tittmannstraße 21 eingeweiht. Beide Gebäude fielen 1945 den Bomben zum Opfer.

### Volks- und Bürgerschulen
Zur Entlastung der zu klein gewordenen Dorfschulen entschloss sich die Gemeinde Striesen Ende des 19. Jahrhunderts zum Neubau dreier Schulen. 1874 wurde die erste an der Wartburgstraße 23 eingeweiht. 1886 entstand die Bürgerschule an der heutigen Rosa-Menzer-Straße, die jetzt von der 51. Grundschule genutzt wird. Im Jahr 1892 folgte die 25. Bezirksschule am Pohlandplatz (heute 25. Grund- und Oberschule). Mit der Eingemeindung des Ortes wurden diese Schulen in das Dresdner Bildungssystem eingegliedert. Zu DDR-Zeiten trugen sie den Namen der Antifaschistin Rosa Menzer (51. POS) und des Arbeiterführers Ernst Thälmann (25. POS).

### Gymnasium Striesen
Das Gebäude des Striesener Gymnasiums wurde 1907 von Stadtbaurat Hans Erlwein entworfen und gehörte zu den modernsten Schulbauten seiner Zeit. Der repräsentative Bau an der Haydnstraße 49 hatte neben getrennten Klassenräumen für Mädchen und Knaben moderne Turnsäle, Bade- und Duschräume, eine Aula, Lehrküche, Bibliothek und sogar ein eigenes Schultheater. Die zunächst als 24. Bezirksschule bezeichnete Einrichtung beherbergte in den 1990er Jahren das Haydn-Gymnasium. Nach dessen Schließung wurde das Gebäude renoviert und nahm 2008 das Martin-Andersen-Nexö-Gymnasium auf. Von Erlwein stammt auch der Entwurf für die 31. Volksschule auf der Junghansstraße.

### Freimaurerinstitut
Das Dresdner Freimaurerinstitut geht auf eine 1772 gegründete Lehr- und Erziehungsanstalt für Knaben zurück, die ihr Domizil ursprünglich in der Friedrichstadt hatte. Träger dieser Schule war die in Dresden ansässige Freimaurerloge Zu den drei Schwertern und Asträa zur grünenden Raute. Im Jahr 1801 wurde sie in eine Allgemeine Bürgerschule, 1876 in eine Realschule umgewandelt und bildete ausschließlich Knaben aus. Zu den bekanntesten Schülern gehörten der Maler Louis Ferdinand von Rayski sowie der Ingenieur Johann Andreas Schubert. Neben der Vermittlung bürgerlich-humanistischer Ideale standen auch militärisch-erzieherische Programme auf dem Stundenplan, die zum Teil von der Freimaurerbewegung nahestehenden Offizieren geleitet wurden. Das Freimaurerinstitut ermöglichte dank einer zugehörigen Stiftung auch Kindern aus ärmeren Schichten sowie Waisen den Schulbesuch.
Von 1897 bis 1899 entstand an der Eisenacher Straße ein Schulneubau im neogotischen Stil nach Entwürfen des Architekten Hermann Kickelhayn (1862–1935). Zum Komplex gehörten neben den Unterrichtsräumen auch zwei Lehrerhäuser, Turnhalle, Schwimmbad und Sportanlagen. Die meisten Schüler wohnten in einem angeschlossenen Internat auf dem Schulgelände. Nach dem Verbot der Freimaurerorden 1933 wurde diese Schule als Scharnhorst-Heimschule bezeichnet und noch bis 1944 als Internatsschule weitergeführt.
Trotz einiger Bombenschäden konnte der Gebäudekomplex bereits 1946 wieder bezogen werden. Er wurde und blieb bis heute das Domizil von Kreuzschule und Kreuzchor, da die alte Kreuzschule im Zentrum Dresdens 1945 zerstört wurde. In den ersten Nachkriegsjahren zogen vorübergehend zusätzlich eine Gehörlosenschule und die Ingenieurschule für Bauwesen ein. Außerdem dienten die Räume für kurze Zeit als Notquartier der Sächsischen Landesbibliothek.

## Verkehr

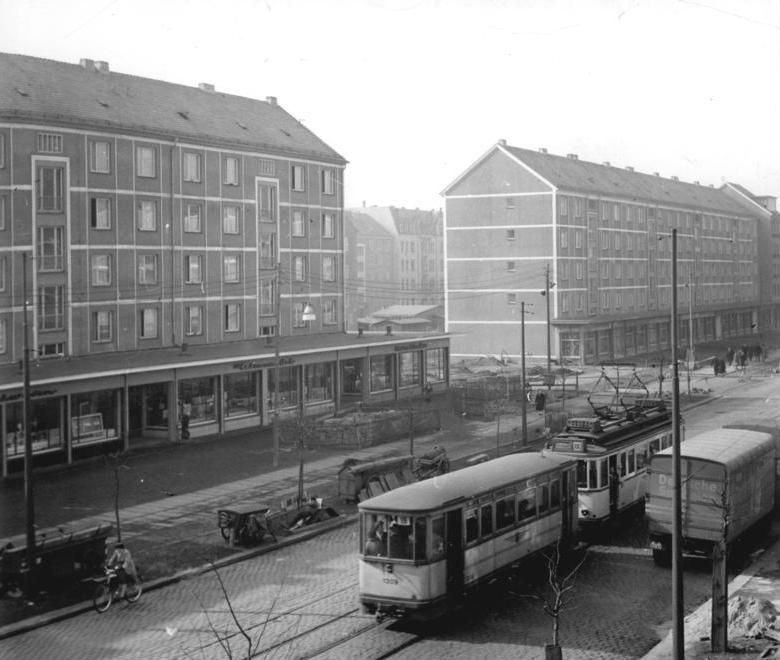
Borsbergstraße, 1959

Aufgrund der Lage ist Striesen gut in das öffentliche Verkehrsnetz eingebunden. Striesen wurde ab 1873 von Pferdeomnibussen befahren, seit 1897 fährt die elektrische Straßenbahn auf der Borsbergstraße.

## Persönlichkeiten
- Helmut Aris (1908–1987), Präsident des Verbandes der Jüdischen Gemeinden in der DDR
- Wilhelm Christian Crecelius (1898–1979), Ernährungsphysiologe
- Rudolf Forberger (1910–1997), Wirtschaftshistoriker
- Helmar Helas (1914–1981), Glasmaler
- Max Helas (1875–1949), Kunstmaler
- Hanns Herzing (1890–1971), Kunstmaler
- Rudolph Hölbe (1848–1926), Bildhauer
- Franz Josef Hofmann (1879–1926), Radrennfahrer und Schrittmacher
- Georg Irmer (1889–1969), Schauspieler und Bühnenregisseur
- Rolf Kleinert (1911–1975), Dirigent
- Siegfried Koch (1929–1978), Kernphysiker
- Nikolaus Joachim Lehmann (1921–1998), Wegbereiter der Mikroelektronik
- Robert Leinert (1873–1940), sozialdemokratischer Politiker, Oberbürgermeister von Hannover
- Karl Mehnert (1883–1957), Generalleutnant, Stadtkommandant von Dresden
- Dieter Netzband (1935–1990), Mess- und Automatisierungstechniker
- Karl Nitsche (1908–1970), Professor für Landmaschinen
- Friedrich Pappermann (1909–1995), Kunstsammler und Mäzen
- Harald Perner (1927–2001), Textiltechniker
- Willy Petzold (1885–1978), Maler
- Hermann Reinschmidt (1829–1886), Direktor der Elbdampfschifffahrtsgesellschaft
- Felix Renker (1867–1935), Schriftsteller
- Waldemar Rösler (1882–1916), Landschaftsmaler
- Hermann Seidel (1833–1896), Pflanzenzüchter, Kunst- und Handelsgärtner
- Werner Sieber (1933–1995), Ökonom
- Hans von Soden (1881–1945), evangelischer Theologe
- Herbert Wehner (1906–1990), Politiker (KPD, SPD)
- Hugo Weigold (1886–1973), Zoologe und Ökologe
- Curt Weiße-Pabst (1888–1953), Kabarettist
- Weslau Werschner (1940–2010), Kammersänger
- Franz Zeibig (1860–1902), Fotograf
- Walter Zeibig (1882–1929), Lichtbildner
- Joachim Zschocke (1928–2003), Schauspieler

Auf dem Striesener Friedhof wurden einige bekannte Persönlichkeiten beigesetzt.

## Sonstiges
Spruch: Wer sein Leben will genießen, nimmt sein Bett und zieht nach Strießen. (Volksmund, mit alter Schreibweise von Striesen)